# Detenció (dret civil)
La detenció, o sigui l'acció de detenir una cosa, és un concepte jurídic que fa referència a l'exercici pen part d'una persona (detentor) d'un poder de fet sobre una cosa o un dret sense la voluntat aparent externa d'actuar com a titular del dret (sense ser el propietari de la cosa o el titular del dret). Si en la possessió el posseïdor té al mateix temps el citat «poder de fet» sobre la cosa o dret (clàssicament anomenat "corpus") i la voluntat d'exercitar-lo en qualitat de titular d'un dret que pretén tenir sobre el bé en qüestió (clàssicament anomenat "animus"), el detentor només té el primer dels dos elements, és a dir, la mera tinença material ("corpus").

## Regulació en el dret civil català
El Codi civil català (CCCat) defineix la detenció per contraposició a la possessió. Així, indica, "La possessió és el poder de fet sobre una cosa o un dret, exercit per una persona, com a titular, o per mitjà d'una altra persona" (art.521-1.1 CCCat), mentre que la detenció és "l'exercici d'un poder de fet sobre una cosa o un dret sense la voluntat aparent externa d'actuar com a titular del dret o la tinença amb la tolerància dels titulars..." (art.521-1.2 CCCat). En tal sentit, indica que la detenció "només produeix els efectes que per a cada cas concret estableixen les lleis"(art.521-1.2 CCCat). La mera detentació d'una cosa o dret no en permet la seva usucapió. El detentador, no obstant, té dret a demanar protecció judicial de la seva tinença "de fet" sobre la cosa o dret, si bé aquesta protecció no la pot sol·licitar contra l'autèntic posseïdor de la cosa o dret (ja que el dret del detentador és de pitjor condició que el dret del posseïdor).